# صدا (فصل ۱۴)
صدا (انگلیسی: The Voice) یک مسابقه نمایش استعدادیابی است که در ۲۶ فوریه ۲۰۱۸ از شبکه ان‌بی‌سی پخش شد.